# 28966 Yuyingshih
28966 Yuyingshih este o planetă minoră (asteroid), cu un diametru de 12,767 km, din centura de asteroizi. A fost descoperită pe 26 aprilie 2001 la Desert Beaver Observatory⁠(d) de William Kwong Yu Yeung. 
Obiectul prezintă o orbită caracterizată de o semiaxă mare de 3,2191464 UAi, o excentricitate de 0,03, o înclinație de 22,58328 ° în raport cu ecliptica.